# Andreas Th. Müller
Andreas Th. Müller (* 1977) ist ein österreichischer Rechtswissenschafter.

## Leben
Er erwarb 2003 den Magister der Philosophie (Mag. phil. fac. theol.) an der Universität Innsbruck, ebenda 2003 den Magister iuris, 2009 an der Yale Law School den Master of Laws, 2010 die Promotion zum Doktor der Rechtswissenschaften an der Universität Innsbruck und 2016 die Lehrbefugnis für Völkerrecht, Europarecht, Verfassungsrecht und Rechtsphilosophie durch die Universität Innsbruck. 2018 bis 2023 war er Universitätsprofessor am Institut für Europarecht und Völkerrecht der Universität Innsbruck. Seit 1. Februar 2023 hat er an der Universität Basel die Professur für Europarecht, Völkerrecht und Menschenrechte inne.
Seine Forschungsschwerpunkte sind internationaler und europäischer Menschenrechtsschutz, humanitäres Völkerrecht, Völkerstrafrecht, internationales und europäisches Asyl- und Migrationsrecht, internationales Wirtschaftsrecht, europäisches Verfassungsrecht und Verhältnis von nationalem Recht und Völkerrecht/Europarecht.

## Schriften (Auswahl)
- Der Internationale Strafgerichtshof als Faktor der Globalisierung. Eine Annäherung aus rechtsphilosophischer und staatsrechtlicher Sicht. Frankfurt am Main 2005, ISBN 3-631-54566-5.
- mit Walter Obwexer und Werner Schroeder (Hrsg.): Die Zukunft der Europäischen Union. Reformen aus der Sicht von Innen und Außen. Baden-Baden 2019, ISBN 3-8487-6384-2.
- mit Arno Kahl: Völkerrechtliche Verpflichtungen Tirols aus der Aarhus-Konvention. Rechtsgutachten zum Umsetzungsverfahren und Umsetzungsmodus für den Tiroler Landesgesetzgeber im Zusammenhang mit eigenständigen völkerrechtlichen Verpflichtungen aus Art 9 Abs 3 Aarhus-Konvention. Innsbruck 2020, ISBN 978-3-901965-45-6.
- mit Werner Schroeder (Hrsg.): 25 Jahre Europäischer Wirtschaftsraum. Ein Integrationsszenarium auf dem Prüfstand. Baden-Baden 2020, ISBN 3-8487-6695-7.